# Église Notre-Dame-de-l'Assomption de Sortosville
Pour les articles homonymes, voir Église Notre-Dame-de-l'Assomption.
L'église Notre-Dame-de-l'Assomption est un édifice catholique qui se dresse sur le territoire de la commune française de Sortosville dans le département de la Manche, en région Normandie. L'édifice est inscrit au titre des monuments historiques.

## Localisation
L'église est située dans le bourg de Sortosville, dans le département français de la Manche.

## Historique
L'édification remonte au XIIe siècle.
On trouve dans le cartulaire de l'abbaye de Montebourg, un Pierre du Quesnay (cf. manoir du Quesnay à Valognes), chevalier, qui donne ce qu'il possède en l'église, ainsi que dans celle d'Huberville, à cette abbaye.

## Description
L'église est de style roman et gothique. 

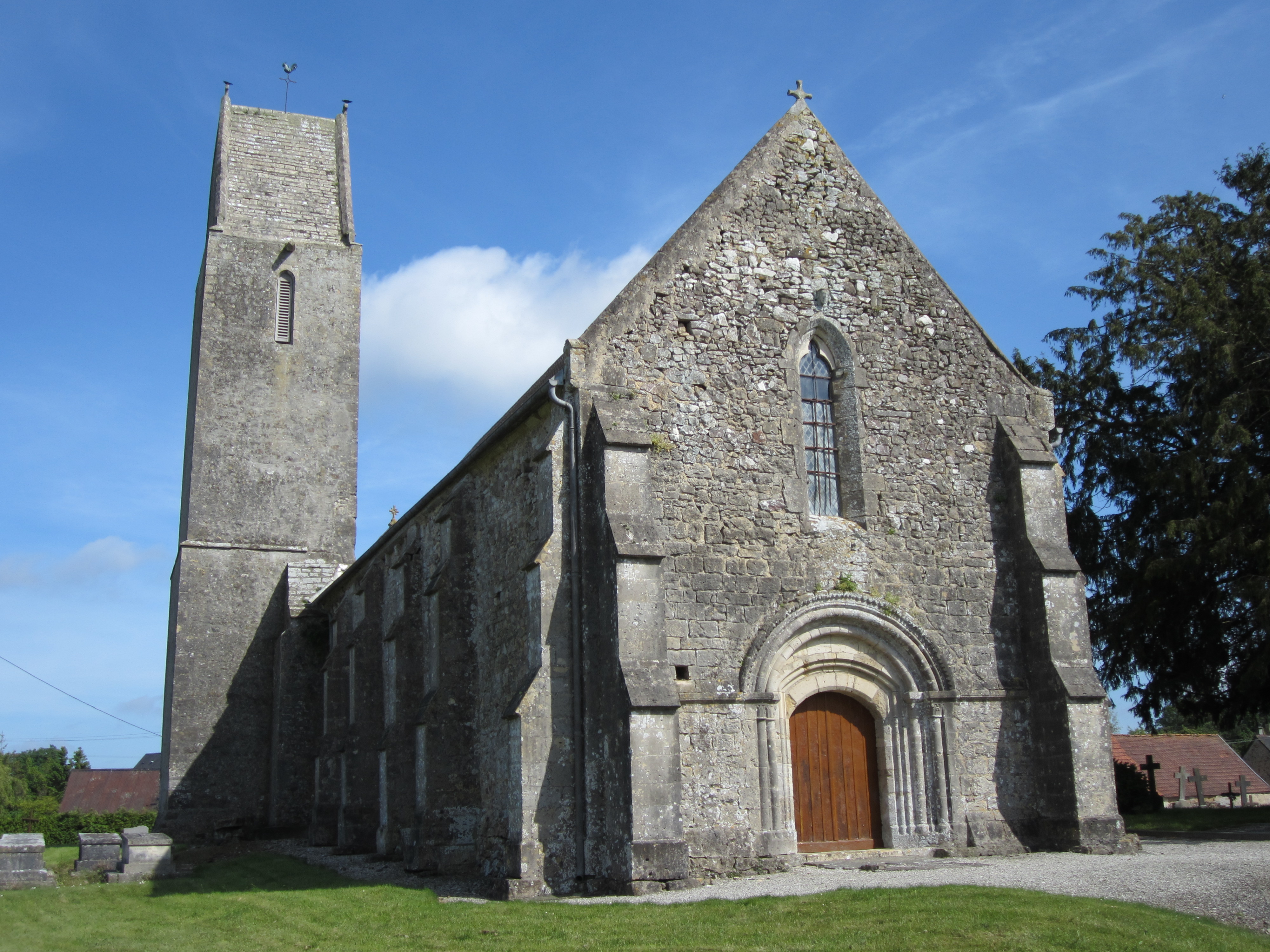
Vue occidentale.
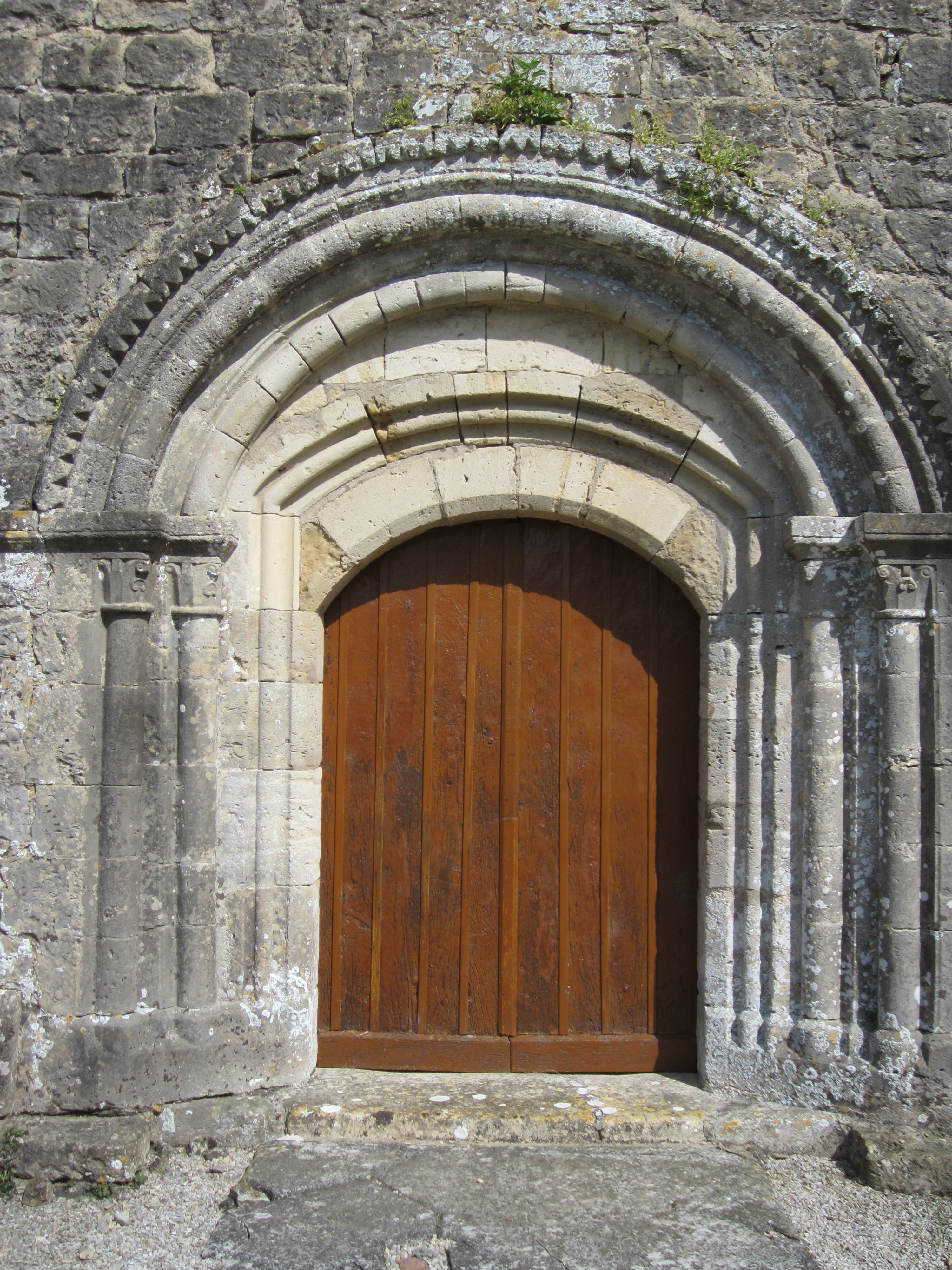
Portail occidental.
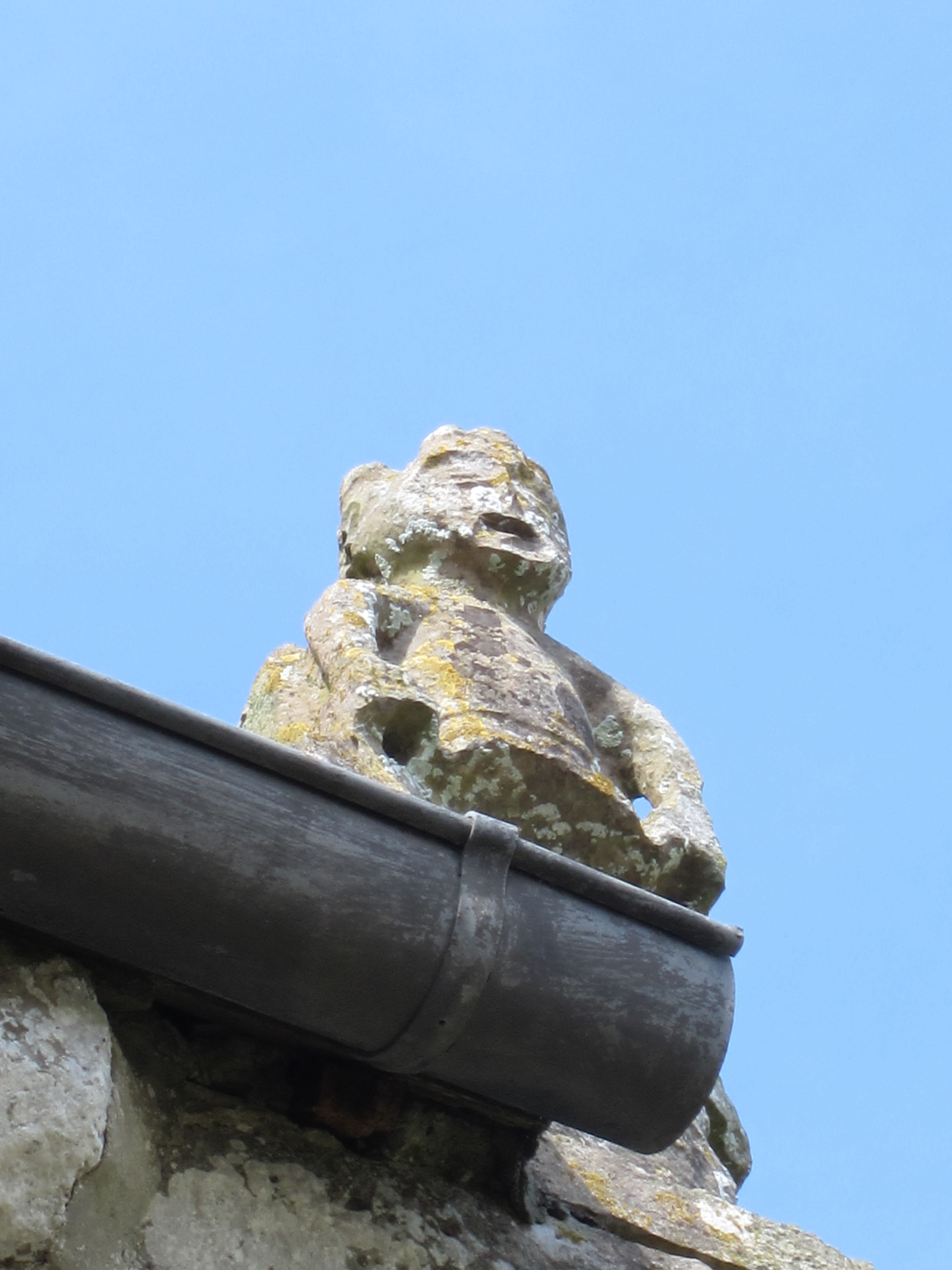
Chimère.

## Protection
L'église est inscrite au titre des monuments historiques par arrêté du 18 octobre 1971.

## Mobilier
À l'intérieur sont conservés un retable du XVIIe, un bas-relief du XVe, ainsi qu'une très importante statuaire des XVe, XVIe, XVIIe et XVIIIe siècles.